# レピッシュ
レピッシュ（LÄ-PPISCH、1983年 - ）は、日本の音楽グループ。ロック・スカを中心に活動している。LÄ-PPISCHとは、ドイツ語で「バカげた」「子供じみた」等の意味。

## 略歴
1987年、メジャーデビュー。旧所属事務所はキティやDB MUSIC、契約レコード会社はビクター音楽産業（現：JVCケンウッド・ビクターエンタテインメント。ビクターインビテーション→SPEEDSTAR RECORDS）、ユニバーサル ミュージック（移籍当時はMCAビクター）、BELO RECORDSなど。2005年に活動休止。デビュー20周年をきっかけに2007年から活動再開。その後、上田現の死去により、没後イベントやフェスなどのイベントで不定期活動中。
明治大学軽音楽部（POP研）に籍を置いていた上田現と、明治学院大学の学生だった雪好が組んでいたテクノバンド「エレベーター」と、演技系の専門学校に通っていたMAGUMI、デザインの専門学校に通っていた杉本が組んでいたパンクバンド「スウィンドル」が合体して結成された。ちなみに「スウィンドル」と「エレベーター」の接点は、この2つのバンドを兼任していたベーシスト山田剛久が、明治大の軽音楽部（POP研）に所属しており、2つのバンド共に、明治大和泉校舎・新学館地下室を練習の場所に使っていたことによる。また「エレベーター」には雪好の実兄であるガンダーラ金子（元スーパースランプ・聖飢魔II）も参加していた。
アマチュア時代、レピッシュ名義での最初期ライヴ時のメンバーは、リードヴォーカル：松岡章、ギター：杉本狂市、サイドヴォーカル/パーカッション/トランペット/ダンス・パフォーマンス：MAGUMI、ベース：山田剛久、ドラム：奥井宏という顔ぶれだったが、その後間もなく奥井が脱退し雪好に交代。この時期、新宿ACB、目黒鹿鳴館でライヴ活動を展開するも、その後、松岡が脱退、MAGUMIがトランペット/パーカッションも兼ねつつリード・ヴォーカルに繰り上がり、方向性を巡る試行錯誤を経て、1984年秋にキーボード：上田現が加入した。
この時期のメンバーを整理すると、リード・ヴォーカル/トランペット/パーカッション：MAGUMI、ギター：杉本狂市（恭一）、キーボード：上田現、ベース：山田剛久、ドラム：雪好。このメンバーで1985年初頭から積極的なライヴ活動を開始、出演した主なハコは、新宿ロフト、渋谷屋根裏、新宿NYアンチノック、下北沢LAアンチノック（現在の屋根裏。LAアンチノックのこけら落としLIVEはこの時期のレピッシュによるものだった）、下北沢T5、渋谷エッグマン等。この時期、当時の新宿ロフトにおける「昼の部」の動員記録を樹立する等して話題となり、また夏にはヤマハが主催したコンテスト『イーストウエスト』に出場、熾烈な東京都内の地区予選を勝ち抜いて中野サンプラザでの決勝にも出場した。しかしこのコンテストを最後にベースの山田が脱退、その穴を埋めるべく明大軽音部と掛け持ちでジャズ研にも所属していたTATSUが誘われ、メジャーデビュー時のメンバーが揃った。1987年にビクター音楽産業からメジャーデビュー。

## メンバー
- MAGUMI（まぐみ、1963年9月24日 - ） - ボーカル・トランペット
熊本県出身。本名は「福田耕一」。血液型A型。
芸名の由来は、「小2の頃、同じクラスだった女の子に『明日からマグミね』と言われた」 と書籍「バンドライフ」内で本人が語っており、由来については不明。
高校卒業後、「とにかく早く親から独立したかった」と、新聞奨学生制度を使って演技系の専門学校に進学した。「合宿みたいで楽しかった」と語る反面、「人には薦められない」とも言っている。同時期に恭一のバンド「スゥインドル」の舞台に上がって踊ったりラッパを吹いたりしていた。その後、正式にトランペット・コーラスとしてスウィンドルに加入。
BUCK-TICKの櫻井敦司とはメジャーデビューした日が同じで、当時、所属していたレコード会社も同じ（ビクター）ということもあり、非常に仲がいい。（MAGUMI曰く、櫻井とは飲み屋でパンツを脱ぎあったり、都内某所のカラオケバーで盛り上がったり、自宅で麻雀したりする仲らしい）
酔うと「やたら泣く→生い立ちについて延々語る」という学生時代（恭一・現の時事放談参照）から、デビュー時には「酔うと露出狂」になった。
2009年よりMAGUMI AND THE BREATHLESSのボーカルとしても活動。
- 杉本恭一（すぎもときょういち、1964年3月20日 - ） - ギター・ボーカル
熊本県出身。旧芸名は「狂市」。血液型O型。
MAGUMIとは中学時代からの幼なじみではあるが、実は同じクラスには一度もなっていなかったらしく、お互いの友人を介して仲良くなった。同じ高校に通い、部活と登下校を共にした（ここでもクラスは別だったらしい）。
上京後はデザインの専門学校に進学し、卒業後からメジャーデビューまでデザイン事務所に勤務していた。
- tatsu （たつ、1967年2月7日 - ） - ベース
東京都出身。本名「等々力達」。血液型B型。明治大学文学部中退。 大学在学中サークルにてジャズを学ぶ。
'87レピッシュのベーシストとしてデビュー。  SKA、即興、音響、ラテン、ポストパンク、ロック、ポップス、ジャズと様々な音楽を演奏。  数々のセッション、プロデュースを行いつつJoy Heights、miimo、GANGA ZUMBA、のメンバーとしても活動。  現在はJET SET BOYS、stico、okt3としても活動中。真心ブラザーズで演奏もする。

## 元メンバー
- 雪好 （ゆきよし、1963年11月26日 - ） - ドラム
東京都出身。本名「金子幸充」。2001年秋「肉体的・精神的にドラムが叩けなく」なり脱退。血液型O。
実兄は聖飢魔II・スーパースランプに所属していたガンダーラ金子。
- 上田現（うえだげん、1961年3月3日 - 2008年3月9日） - キーボード・サックス・ボーカル
兵庫県出身。血液型AB。2002年春「自分のペースでソロ活動に打ち込みたい」と言い残して脱退。
元ちとせの大ヒットシングル「ワダツミの木」の作詞・作曲・編曲を手掛ける。
2008年、肺癌のため逝去。
MAGUMI曰く、バンドを結成して間もない頃、恭一がデザイン系の会社に就職するにあたり、上田が「お前、就職するんか？ 音楽でメシ喰っていこうって気がせんのか？」と説教したが、当の本人は夏休みを利用して就活をし、こっそりキユーピーの内定を貰っていたらしい。

## 概要
- デビューシングル『パヤパヤ』はトヨタ・スターレットの、『RINJIN』はビクター・CDラジカセ「CDioss」とそれぞれCMソングとして使用される。

- 3rdアルバム『KARAKURI HOUSE』はトッド・ラングレンのプロデュースによる。CDは、『POP』をBELO RECORDSからリリースしたのが最後となっている。

- 杉本はインディーズでも『analers（アナラーズ）』のリーダー・ボーカル・ギターとして活動していたが、レピッシュとほぼ同時に活動休止。ソロ活動に専念する。2004年に二枚目のソロアルバムを発表した。

- 杉本と上田は、熱烈な阪神タイガースファンで、雑誌・宝島において『恭一＆現の時事放談』を連載。単行本化されている。単行本の表紙イラストはスージー甘金が描いた、タイガースのユニフォームを着た2人である。

- 『サルでも描けるまんが教室』では、同漫画内のギャグ「ちんぴょろすぽーん」をライブでやったとの記述がある。

- 漫画作品『レピッシュ!』のタイトルは、このバンド名に由来する。これは作者のひうらさとるがレピッシュのファンだったことから。なお、これが縁でライブにも招待されたという。

- RISING SUN ROCK FESTIVAL 2007 in EZO にて活動再開。同フェスには上田も参加予定だったが、「腰痛」を理由に不参加。しかし、実際はガンの闘病中で、翌年3月9日に逝去した。享年47。ガンに侵されていた事実は、没後、所属事務所から公表された。

- 作詞は主にMAGUMI・杉本・上田が担当。作曲は主に杉本・上田が担当。

## 作品

### シングル
|      | 発売日                        | タイトル                                                        | 規格品番           | 収録曲 | 備考                                                                 |
| ---- | ----------------------------- | --------------------------------------------------------------- | ------------------ | --- | -------------------------------------------------------------------- |
| 1st  | 1987年9月21日 1989年7月28日   | パヤパヤ                                                        | VSS-402 VDR-13001  | 7inch 1. パヤパヤ(SEVEN INCH VERSION) CD 1. パヤパヤ 2. TOYS 3. タンポポ                                                                            | ビクター音楽産業                                                     |
| 2nd  | 1988年7月21日                 | リックサック                                                    | VIHX-1748          | 1. リックサック 2. Poor Boys | ビクター音楽産業                                                     |
| 3rd  | 1989年12月6日                 | RINJIN                                                          | VDRS-1194          | 1. RINJIN 2. BAD MAN(Live Version) 3. 美代ちゃんの×××(Live Version)                                                                                 | ビクター音楽産業 日本ビクター（現：JVCケンウッド）「CDioss」CMソング |
| 4th  | 1990年9月5日                  | Magic Blue Case                                                 | VISL-60            | 1. Magic Blue Case 2. -6m | ビクター音楽産業                                                     |
| 5th  | 1991年1月1日                  | ハーメルン                                                      | VICL-12005         | 1. ハーメルン 2. FAMILY 3. ジェネレーション・ギャップ                                                                                               | ビクター音楽産業                                                     |
| 6th  | 1993年9月22日 1993年11月3日   | BABYRON〜バビロン BABYRON grooves （アナログ12inch 完全限定版） | VIDL-10438         | CD 1. BABYLON 2. ストリッパーズ 3. BABYLON 12inch 1. BABYLON 2. Magic Blue Case 3. BABYLON 4. BABYLON 5. ストリッパーズ 6. 水溶性 7. ストリッパーズ | SPEEDSTAR RECORDS                                                    |
| 7th  | 1995年2月2日                  | ありがとう                                                      | VIDL-187           | 1. ありがとう 2. ハッピーエンドが好きなのに | SPEEDSTAR RECORDS                                                    |
| 8th  | 1995年12月1日                 | UTOPIA/MARACAS MAN                                              | VIDL-217           | 1. UTOPIA 2. MARACAS MAN | SPEEDSTAR RECORDS                                                    |
| 9th  | 1996年6月5日                  | 記憶喪失                                                        | VICL-12023         | 1. 記憶喪失 2. サイクリング 3. 解凍2030 | SPEEDSTAR RECORDS                                                    |
| 10th | 1996年12月18日                | バイバイ                                                        | VIDL-10842         | 1. バイバイ 2. 夢のブランコ 3. 解凍2030 | SPEEDSTAR RECORDS                                                    |
| 11th | 1998年5月2日                  | 無敵のサラリーマン                                              | MVCH-9006          | 1. 無敵のサラリーマン 2. Hello | MCAビクター                                                          |
| 12th | 1998年11月21日                | 夜想曲 〜路地裏から宇宙まで〜                                   | MVCH-12006         | 1. 夜想曲 2. ソラミミ 3. MATSURI・365 | MCAビクター ANB「真夜中人魚-Midnight Mermaids-」オープニング・テーマ |
| 13th | 1999年9月8日                  | blackbird （Single Version）                                    | MVCH-9023          | 1. Blackbird 2. Space Fish Go!Go! 3. Good Morning Good Morning                                                                                      | MCAビクター                                                          |
| 14th | 2000年11月22日 2000年12月25日 | Tribute to Tribute                                              | UUCH-5006 THUR-006 | 1. パヤパヤ(Tribute to Tribute) 2. Birthday Party 3. ロックンロール トビー 4. Poor Boy(Tribute to Tribute)                                          | ユニバーサルJ                                                        |

### 映像作品
|      | 発売日                        | タイトル                                                                      | 規格品番                        |
| ---- | ----------------------------- | ----------------------------------------------------------------------------- | ------------------------------- |
| 1St  | 1989年                        | BONUS－ANIMAL VISION OUT TAKES－                                              | VTM-206:VHS                     |
| 2nd  | 1991年07月21日                | プロペラ LA-PPISCH HOME                                                       | VIVL-39:VHS VIVL-40:VHS         |
| 3rd  | 1996年06月05日                | LOSS OF MEMORY                                                                | VIVL-179:VHS                    |
| 4th  | 1998年11月06日                | DOGS CAN'T SEE THE VIDEO                                                      | MVVH-9:VHS                      |
| 5th  | 2002年12月18日 2013年03月20日 | DOGS Can't see THE VIDEO+4CLIPS                                               | UPBH-1072:DVD UPBH-20100:DVD    |
| 6th  | 2003年8月6日 2008年9月24日    | We are LÄ-PPISCH!!-COMPLETE DVD BOX・VICTOR YEARS & 03- ※初回限定生産         | VIBL-141/5:DVD VIBL-141:DVD     |
| 7th  | 2003年12月25日                | TOUR 2003 LOVE IS OVER                                                        | POBE-3003:DVD                   |
| 8th  | 2004年11月24日                | ライブ帝国 ANGIE VS LÄ-PPISCH                                                 | JPBP-13034:DVD                  |
| 9th  | 2007年1月26日                 | SPACE SHOWER ARCHIVE レピッシュ LIVE9093                                      | DEJR-1003:DVD                   |
| 10th | 2013年03月20日                | LA-PPISCH 25th ANNIVERSARY TOUR "ROKUNIN NO SAMURAI" AT SHIBUYA-AX 2012.11.22 | VIZL-530:限定盤 VIBL-667:通常盤 |

### 参加作品
| 発売日                        | タイトル                                                     | 規格品番             |
| ----------------------------- | ------------------------------------------------------------ | -------------------- |
| 2000年12月01日                | SMASH IN LAPPISCH 2 ～a TRIBUTE to LA-PPISCH～               | LOCA-1001            |
| 2001年04月11日                | ザ・モッズ トリビュート★★★SO WHAT!!★★★                       | ARCJ-170             |
| 2003年09月17日                | BEST OF 蓮沼 1999→2003                                       | DIGA-001             |
| 2003年12月24日                | BOØWY TRIBUTE                                                | FLCF-3993            |
| 2005年04月06日                | 30-35 VOL.1 「もう一回、バンドやろうぜ!」                    | MHCL-521             |
| 2006年03月24日                | バンド天国                                                   | VICL-61923           |
| 2006年06月14日                | ROCK is LOFT Green Disc ～SHINJUKU LOFT 30th Anniversary～   | TOCT-26069           |
| 2007年11月08日                | ハンマーソングス～SPEEDSTAR RECORDS 15th ANNIV.COMPILATION～ | VICL-62570           |
| 2008年09月24日                | The Victor Recordings 7 1988～1997                           | VICL-62915           |
| 2008年11月26日                | PIONEERS OF J-ROCK～based on shinjuku LOFT～                 | FLCF-4247            |
| 2012年10月24日 2013年07月27日 | キング・ソングス・オブ・キャプテンレコード                   | CDSOL-1523 NPCC-1069 |
| 2013年10月02日                | キティ・コネクション 20thセンチュリー vol.2                  | KTCD-1014            |

## タイアップ一覧
| 使用年 | 曲名             | タイアップ                                                    |
| ------ | ---------------- | ------------------------------------------------------------- |
| 1989年 | パヤパヤ         | トヨタ「スターレット」CMソング                                |
| 1989年 | RINJIN           | ビクターCDラジカセ「CDioss」CMソング                          |
| 1991年 | FAMILY           | 関西テレビ・フジテレビ系『さんまのまんま』エンディングテーマ  |
| 1991年 | ジャケット・ブギ | テレビ朝日系『クイズいたずら大王!』エンディングテーマ         |
| 1995年 | ありがとう       | TBS系『怪傑ダチョウ三銃士』オープニングテーマ                 |
| 1995年 | UTOPIA           | テレビ朝日系『パースリー』オープニングテーマ                  |
| 1998年 | 夜想曲           | テレビ朝日『真夜中人魚-Midnight Mermaids-』オープニングテーマ |

## ミュージック・ビデオ
| 監督         | 曲名 |
| 加藤マニ     | 「Second Wind」 |
| 川村ケンスケ | 「バイバイ」 |
| 北岡一哉     | 「ハーメルン from「LA-PPISCH 25th Anniversary Tour 〜六人の侍〜 at SHIBUYA-AX 2012.11.22」」 |
| 竹内鉄郎     | 「ワダツミの木」 |
| 二十里真也   | 「Birthday Party」 |
| 長谷川優樹   | 「Yeah! Yeah! Yeah!〜Beat up and down〜」 |
| 不明         | 「BABYLON」「Blackbird」「CONTROL」「FANTASY」「MAGIC BLUE CASE」「MARACAS MAN」「ROOM」「UTOPIA」「VIRUS PANIC」「ありがとう」「ある物草な朝」「ハーメルン」「パヤパヤ〜BOY」「パヤパヤ(ORIGINAL VERSION)」「リック サック」「楽園」「記憶喪失」「水溶性」「無敵のサラリーマン」「夜想曲〜路地裏から宇宙まで〜」 |